# USS Burton Island (AG-88)

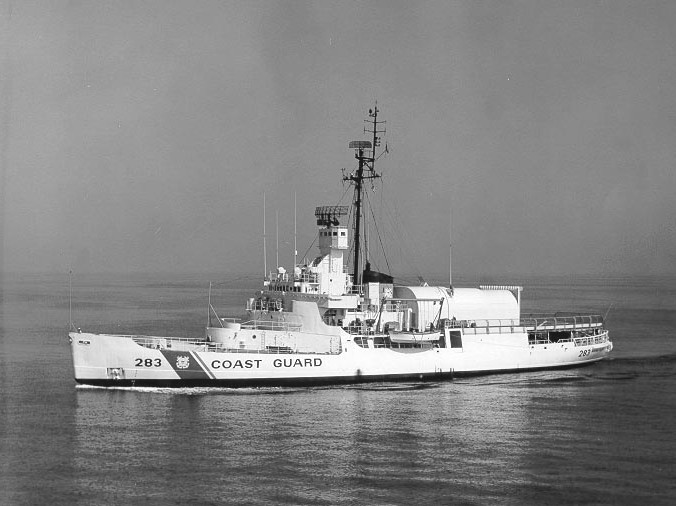
USCGC Burton Island

El USS Burton Island (AG-88/AGB-1) fue un rompehielos de la clase Wind en servicio en la Armada de los Estados Unidos de 1946 a 1966; luego transferido a la Guardia Costera, sirvió como USCGC Burton Island (WAGB-283) de 1966 a 1978.
Fue construido en 1946 por Western Pipe and Steel Company de San Pedro (California). Durante su vida operativa participó de la Operación Highjump (1946) y Operación Windmill (1948) en la Antártida y luego cumplió las campañas antárticas anuales. Contribuyó a la construcción de las bases Eights (1963), Palmer (1965) y Plateau (1965). La nave tuvo su retiro en 1978 y fue vendida para su desguace.